# Zaretchie Odintsovo
Maillots
Le Zaretchie Odintsovo est un club russe de volley-ball féminin fondé en 1987 et basé à Odintsovo (banlieue de Moscou) évoluant pour la saison 2019-2020 en Superliga féminine. 

## Palmarès
- Ligue des champions
  - Finaliste : 2008[3]
- Coupe de la CEV
  - Finaliste : 2007[3]
- Championnat de Russie (2)
  - Vainqueur : 2008, 2010[3]
  - Finaliste : 2006, 2009
- Coupe de Russie (6)
  - Vainqueur : 1995, 2002, 2003, 2004, 2006, 2007[3]
  - Finaliste : 1996, 2009.
- Challenge Cup
  - Vainqueur : 2014[4]

## Effectifs

### Saison 2020-2021
| No                                                | Nom                                               | Date de naissance                                 | Taille                         | Poids                          | Poste                          |
| ------------------------------------------------- | ------------------------------------------------- | ------------------------------------------------- | ------------------------------ | ------------------------------ | ------------------------------ |
| 1                                                 | Natalia Doumtcheva                                | 19 juin 1992                                      | 196                            | 78                             | Attaquante                     |
| 2                                                 | Kristina Kouraïeva                                | 18 juin 1999                                      | 176                            |                                | Libero                         |
| 3                                                 | Svetlana Tchesnokova                              | 3 mars 1987                                       | 187                            | 70                             | Centrale                       |
| 4                                                 | Polina Matveïeva                                  | 8 août 2002                                       | 192                            | 69                             | Passeuse                       |
| 7                                                 | Tatiana Prosvirina                                | 22 janvier 2000                                   | 185                            |                                | Centrale                       |
| 8                                                 | Veronika Stassilevitch                            | 11 octobre 2002                                   | 183                            |                                | Réceptionneuse-attaquante      |
| 9                                                 | Inna Krouk                                        | 6 novembre 2003                                   | 181                            | 70                             | Réceptionneuse-attaquante      |
| 11                                                | Anna Palmova                                      | 11 avril 1998                                     | 185                            |                                | Passeuse                       |
| 12                                                | Maria Katchan                                     | 3 août 2000                                       | 172                            |                                | Libero                         |
| 13                                                | Anastassia Podochvina                             | 18 juillet 1995                                   | 184                            |                                | Réceptionneuse-attaquante      |
| 14                                                | Ioulia Bessonnaïa                                 | 30 octobre 1988                                   | 182                            |                                | Réceptionneuse-attaquante      |
| 15                                                | Ioulia Chichkina                                  | 15 mai 1995                                       | 191                            |                                | Centrale                       |
| 17                                                | Iana Demina                                       | 5 avril 2002                                      | 184                            |                                | Réceptionneuse-attaquante      |
| 18                                                | Oksana Iakouchina                                 | 24 janvier 2001                                   | 192                            |                                | Réceptionneuse-attaquante      |
| 24                                                | Kira Khromenkova                                  | 11 août 2001                                      | 185                            |                                | Réceptionneuse-attaquante      |
|                                                   |                                                   |                                                   |                                |                                |                                |
| Encadrement technique                             | Encadrement technique                             |                                                   | Légende                        | Légende                        | Légende                        |
| Entraîneur : Vadim Pankov                         | Entraîneur : Vadim Pankov                         | Entraîneur : Vadim Pankov                         | : Capitaine                    | : Capitaine                    | : Capitaine                    |
| Entraîneur(s) adjoint(s) : Aleksandr Krassilnikov | Entraîneur(s) adjoint(s) : Aleksandr Krassilnikov | Entraîneur(s) adjoint(s) : Aleksandr Krassilnikov | : Joueuse blessée actuellement | : Joueuse blessée actuellement | : Joueuse blessée actuellement |